# Alseodaphne sichourensis
Alseodaphne sichourensis är en lagerväxtart som beskrevs av Hsi Wen Li. Alseodaphne sichourensis ingår i släktet Alseodaphne och familjen lagerväxter. Inga underarter finns listade i Catalogue of Life.